# 西郷町 (島根県)
西郷町（さいごうちょう）は、島根県の隠岐郡にあった町。2004年（平成16年）10月1日、布施村、五箇村、都万村と合併して隠岐の島町となった。
隠岐諸島の中心地として栄えていた。隠岐騒動発祥の地である。

## 地理
隠岐諸島の中で最も大きな島である島後（どうご）に位置した。町の8割が山林となっている。大山隠岐国立公園に指定されており、観光地として有名であった。
- 河川：八尾川

## 歴史
- 1904年（明治37年）5月1日 - 島根県隠岐国ニ於ケル町村ノ制度ニ関スル件の施行に伴い周吉郡西町・中町・東町の区域をもって西郷町が発足。
- 1954年（昭和29年）7月1日 - 東郷村・中条村・磯村と合併し、改めて西郷町が発足。
- 1960年（昭和35年）11月1日 - 中村を編入。
- 1969年（昭和44年）4月1日 - 所属郡が隠岐郡に変更。
- 2004年（平成16年）10月1日 - 布施村・五箇村・都万村と合併して隠岐の島町が発足。同日西郷町廃止。

## 教育

### 高等学校
- 島根県立隠岐高等学校
- 島根県立隠岐水産高等学校

### 中学校
- 町立西郷中学校
- 町立西郷南中学校
- 町立中村中学校

### 小学校
- 町立有木小学校
- 町立飯田小学校
- 町立今津小学校
- 町立大久小学校
- 町立加茂小学校
- 町立西郷小学校
- 町立下西小学校
- 町立中条小学校
- 町立中村小学校

### その他
- 島根県立隠岐養護学校

## 交通

### 空港
- 隠岐空港

### 道路
- 一般国道
  - 国道485号
- 主要地方道
  - 島根県道43号隠岐空港線
  - 島根県道44号西郷都万郡線
  - 島根県道47号西郷布施線
- 一般県道
  - 島根県道316号中村津戸港線
  - 島根県道323号池田中町線

### 船舶
定期旅客航路
- 隠岐汽船（西郷港発着）
  - フェリー：隠岐諸島各港と七類港、境港を結ぶ。
  - 超高速船：隠岐諸島各港と七類港、境港を結ぶ。3〜11月運航。

## 電気
才賀藤吉が1911年（明治44年）7月に事業許可を受け発電所（瓦斯力、30kW）は西郷町大字西町に設置し1912年（大正元年）11月事業開始した。供給区域は周吉郡西郷町であった。その後、山陰電気より電気事業の一部を譲受けた隠岐電気（1925年5月設立）が11月に隠岐電灯を合併。供給区域は周吉郡西郷町、中條村、布施村、東郷村、海士郡海士村となった。

## 名所・旧跡
- 白島海岸
- 玉若酢命神社（隠岐国総社）